# 法爾博瓦涅
50°8′9″N 31°51′3″E / 50.13583°N 31.85083°E
法爾博瓦內（羅馬化：Farbovane）是位於烏克蘭北部的村莊，由基辅州鲍里斯皮尔区的亞霍滕市鎮負責管轄。該村始建於1740年，面積3平方公里，海拔高度123米，2001年人口1,063，人口密度每平方公里354.3人。